# Der Gesang im Feuerofen
Der Gesang im Feuerofen ist ein Drama in drei Akten von Carl Zuckmayer über die französische Résistance. Uraufführung war am 3. November 1950 am Deutschen Theater Göttingen.

## Handlung
Die Handlung spielt von Dezember 1943 bis um das Kriegsende 1945 im deutsch besetzten Frankreich im Dorf Haut-Chamond am Fuß der savoyischen Alpen. Die Widerstandsgruppe um den Gastwirt und Schlosskastellan Castonnier hat einen Spion in ihrer Mitte: Das Mitglied Louis Creveaux ist Informant für die von Lutz Sprenger geführte Heerespolizei. Als die Vernichtung der Widerstandsgruppe vorbereitet wird, wendet Creveaux seinen Kameraden gegenüber eine List an: Er sagt, früher oder später würde auch das Schloss Haut-Chamond, in dem eine Weihnachtsfeier der Gruppe stattfinden soll, durchsucht werden. Er habe deshalb die Aufmerksamkeit der Heerespolizei darauf gelenkt, denn ein bereits erfolglos durchsuchter Ort wäre künftig uninteressant und damit sicher. Die Täuschung gelingt und die Mitglieder der Widerstandsgruppe werfen auf Anweisung Creveauxs ihre Strohlager in den Burggraben, um die Spuren ihrer Anwesenheit zu verwischen. Die Heerespolizei unter Lutz Sprenger zündet dieses Stroh dann am Weihnachtsabend in der „Aktion Feuerofen“ mit Benzin an. Alle Mitglieder der Widerstandsgruppe außer Creveaux sterben entweder in den Flammen oder bei dem Versuch, das brennende Schloss zu verlassen. 
Bei Kriegsende flieht Lutz Spenger mit seinen Soldaten. Der als Spion gesuchte Creveaux will sich ihnen anschließen, wird aber von Sprenger, der ihn verachtet und für eine Gefahr hält, verjagt. Creveaux wird schließlich durch einen französischen Suchtrupp in einem Versteck aufgestöbert und ergibt sich. 

### Mythische Elemente
Am Beginn des ersten Aktes steht ein in Versen gehaltenes mysterienartiges Vorspiel, das bereits das Ende vorwegnimmt: In einer Versammlung erscheinen sämtliche Personen des Stückes. Die am Ende der Handlung noch Lebenden tragen Aschenkreuze auf den Stirnen und die Toten schmale weiße Stirnbinden. Zwei Engel sind anwesend: Der eine erhebt Anklage gegen den Verräter Louis Creveaux, der andere nimmt sie entgegen. 
Zu Beginn des zweiten Aktes und im dritten Akt treten außerdem die allegorischen Figuren Vater Wind, Mutter Frost und Bruder Nebel auf. Auch sie sprechen in Versen.

## Entstehung und Hintergrund
Das Stück entstand Ende der 1940er-, Anfang der 1950er-Jahre in Oberstdorf. Zuckmayer hatte Ende 1948 nach einer Diskussions- und Versammlungsreise durch das Rheinland und das Ruhrgebiet einen Herzinfarkt erlitten und erholte sich im Sanatorium Stillachhaus.
In der Vorbemerkung zum Stück zitiert er zwei Artikel der Basler National-Zeitung vom 8. Oktober 1948: Der erste behandelt einen Militärprozess in Lyon gegen einen 28-jährigen Franzosen, der in mehreren Fällen Widerstandskämpfer an die deutschen Besatzer verraten hatte und deshalb zum Tode verurteilt wurde. Ausführlich beschrieben wird ein Fall, in dem die deutsche Heerespolizei am Weihnachtsabend 1943 junge Ballgäste in einem Schloss niedergeschossen und das Gebäude danach in Brand gesetzt hatte. Der zweite handelt von unerklärlichen Walstrandungen in Florida, bei denen selbst gerettete Tiere wiederum auf das Ufer zugeschwommen seien. Diese zwei, zusammenhanglos aufeinanderfolgenden Zeitungsartikel seien die Inspiration für das Stück und auch die einzigen Quellen gewesen.
Der Titel Der Gesang im Feuerofen bezieht sich auf das Buch Daniel, Kapitel 3 mit der Erzählung „Die drei jungen Männer im Feuerofen“.
Die Soldaten der französischen Garde mobile und der deutschen Heerespolizei werden, wie Zuckmayer in den Regieanweisungen des Stückes schreibt, von denselben Schauspielern dargestellt und haben gleiche oder ähnliche Namen wie ihre deutschen bzw. französischen Pendants.
Uraufführung war im November 1950 am Deutschen Theater in Göttingen unter der Regie von Heinz Hilpert.

## Hörspiele
- 1950: Der Gesang im Feuerofen, Erzählung mit eingeblendeten Dialogszenen. Autor und Erzähler dieser Fassung ist Carl Zuckmayer. Mit Werner Dahms: Louis Creveaux, Fritz Wagner: Castonnier, Joseph Offenbach: Neyroud, Alfred Mendler: Lutz Sprenger. Regisseur ist Heinrich Koch. Hessischer Rundfunk/Nordwestdeutscher Rundfunk, Abspieldauer: 88:30 Minuten.[6]
- 1996: Der Gesang im Feuerofen, mit Heinz Trixner: Louis Creveaux,  Fritz Muliar: Castonnier, Horst Sachtleben: Lutz Sprenger. Regie und Bearbeitung stammen von Klaus Gmeiner. ORF Salzburg, Abspieldauer: 72:00 Minuten[7]

## Ausgaben
- Carl Zuckmayer: Der Gesang im Feuerofen. S. Fischer Verlag, Frankfurt am Main und Berlin 1950
- Carl Zuckmayer: Der Gesang im Feuerofen – Theaterstücke, Fischer Taschenbuch Verlag, Frankfurt am Main 1996 ISBN 3-596-12710-6